# 5991 Ivavladis
5991 Ivavladis este un asteroid din centura principală de asteroizi.

## Descriere
5991 Ivavladis este un asteroid din centura principală de asteroizi. A fost descoperit pe 25 aprilie 1979 la Observatorul de Astrofizică din Crimeea de Nikolai Cernîh. El prezintă o orbită caracterizată de o semiaxă mare de 2,41 ua, o excentricitate de 0,14 și o înclinație de 3,2° în raport cu ecliptica.